# Jean-Pierre Delphis
Jean-Pierre Delphis (Aix-les-Bains, 12 januari 1969) was een Frans wielrenner, die beroeps was tussen 1992 en 1996.

## Wielerloopbaan
Delphis boekte tijdens zijn profcarrière nooit een zege, maar reed wel eenmaal de Ronde van Frankrijk uit.

## Resultaten in voornaamste wedstrijden
| Jaar | Ronde van Italië | Ronde van Frankrijk | Ronde van Spanje |
| ---- | ---------------- | ------------------- | ---------------- |
| 1993 |                  | 108e                |                  |